# Маяківська кухня
Мая́ки — село в Україні, у Одеському районі Одеської області. Адміністративний центр Маяківської сільської громади. Селище Маяки розташовано у Північному Причорномор'ї — це історично-географічний район на півдні України. Частина Дикого поля. Маяки мають давню історію, багату культуру насичену традиціями і будучи транспортною артерією на межі культур увібрали у свою кухню найкращі традиції оточуючих народів. Ці традиції сформувалась під впливом української, єврейської, одеської, болгарської, турецької, молдавської, польської, румунської, російської, німецької та навіть татарської кухонь.

## Страви з риби
Перш за все притаманні страви з річкової та морської риби. Смажену, варену, солену, копчену,  в'ялену та мариновану рибу готують тут майже у кожній оселі.

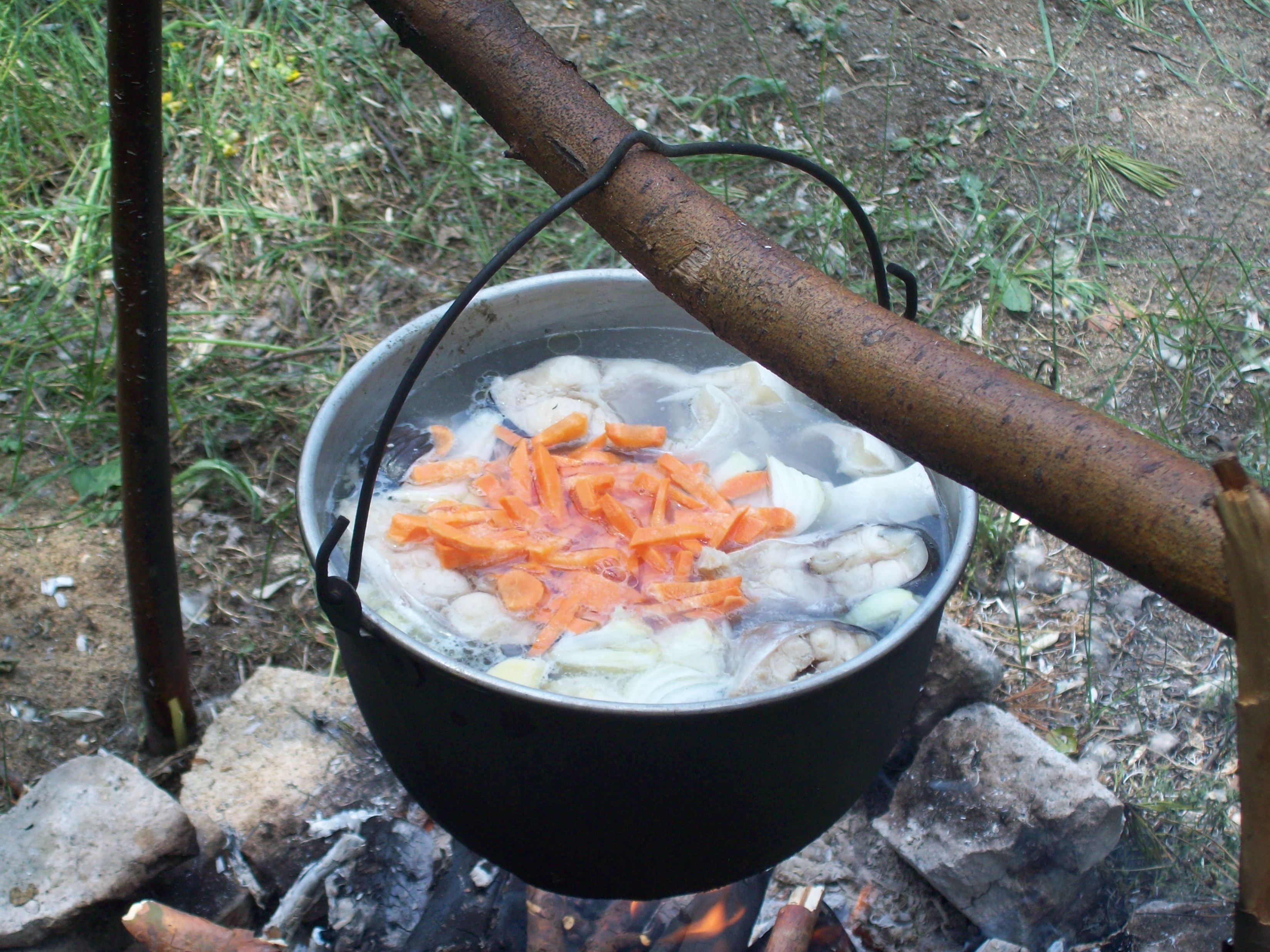
Процес приготування юшки

- Процес приготування юшкиЮшка — традиційна рибна страва на багатті, яку готують переважно чоловіки-рибалки, обов'язкова страва під час родинних зібрань чи свят. Єдиного рецепта не існує бо у кожного є свій — найкращий. Риби потрібно декілька видів, це може бути короп, товстолоб, лящ або окунь чи навіть щука. Очищену рибу з пузирем, ікрою чи молоками якщо такі є (залежить від сезону) викладають у казан, наливають води, солять та ставлять на вогонь. Після закипання додаються овочі (картопля, цибуля, морква, перець, селера), спеції. Юшка має поволі кипіти, насичуватись та варитися. В кінці готується Саламур — особлива приправа, складається зі спецій, часнику, перцю, солі, зелені, та розбавляється щойно звареною юшкою, додаються терті томати. Рибну юшку доводять до смаку та додають зелень. Така юшка теж зветься — Біляївською рибною юшкою, яка входить до Нематеріальної культурної спадщини України чим дуже пишаються місцеві жителі;[1][2]
- Саламур — це соус української кухні Бессарабії на основі томату, часнику, спецій, що додаються до юшки або використовують заправкою для овочів. Це слово має присмак півдня України, бо є в різних мовах, що жили в цьому краю. У Румунії (saramur), Болгарії (саламура) — просто розсіл, рибний, солоний суп, у Туреччині (salamura) — розсіл або маринад. Основні компоненти соусу: томат, часник, сіль , чорний мелений перець, гострий червоний перець, бульйон з юшки.[3]

- Блакитні та білі раки — з села Маяки належать до спеціалітетів[4] Одеської області. Колись Дністровський лиман займав перше місце в світі по лову раків. Сучасний вилов перестав носити промисловий масштаб, однак, раки з Маяків продовжують залишатися однією з найпопулярніших закусок до пива в Одесі. На Одещині раків ловлять у Дністровському лимані, у річці Дністер та її рукаві Турунчук. Окрім звичайних річкових, в області ловлять блакитні дністровських, червоних кубанських, білих дунайських та білих дністровських раків. Причому блакитні дністровські, які живуть у Маяках Біляївського району, вважаються найбільшим делікатесом. Старожили можуть розповісти чимало напівлегендарних історій про блакитного дністровського рака. Одна з таких історій розповідає як цих самих блакитних раків колись місцеві рибалки ловили для застілля імператриці Катерини II;[5]
  - Блакитні раки порівняно зі звичайнимиФоршмак;

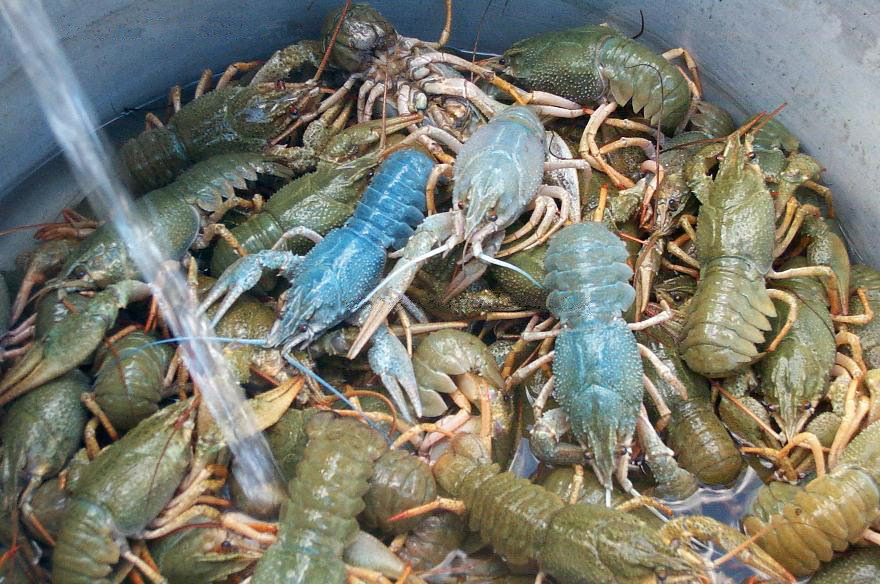
Блакитні раки порівняно зі звичайними

  - Фарширована риба (щука або короп);
  - Корчений балик з амура чи товстолоба;
  - Солена дунайка;
  - В'ялена або сушена таранька, лящ, щука;
  - Рибні котлети (найчастіше з товстолоба);
  - Биточки з тюльки — смажена тюлька в клярі;
  - Дністровські річкові мідії;[6]
  - Рачки (креветки);
  - Маринований товстолоб (саламур);
  - Бички — риби родини окунеподібних також належать до спеціалітів Одеської області;
  - Смажені карасики;
  - Пельмені з судака;
  - Щуча ікра з цибулею в олії;
  - Оладки з ікри коропа, або товстолоба та інші рибні страви.

## Основні страви

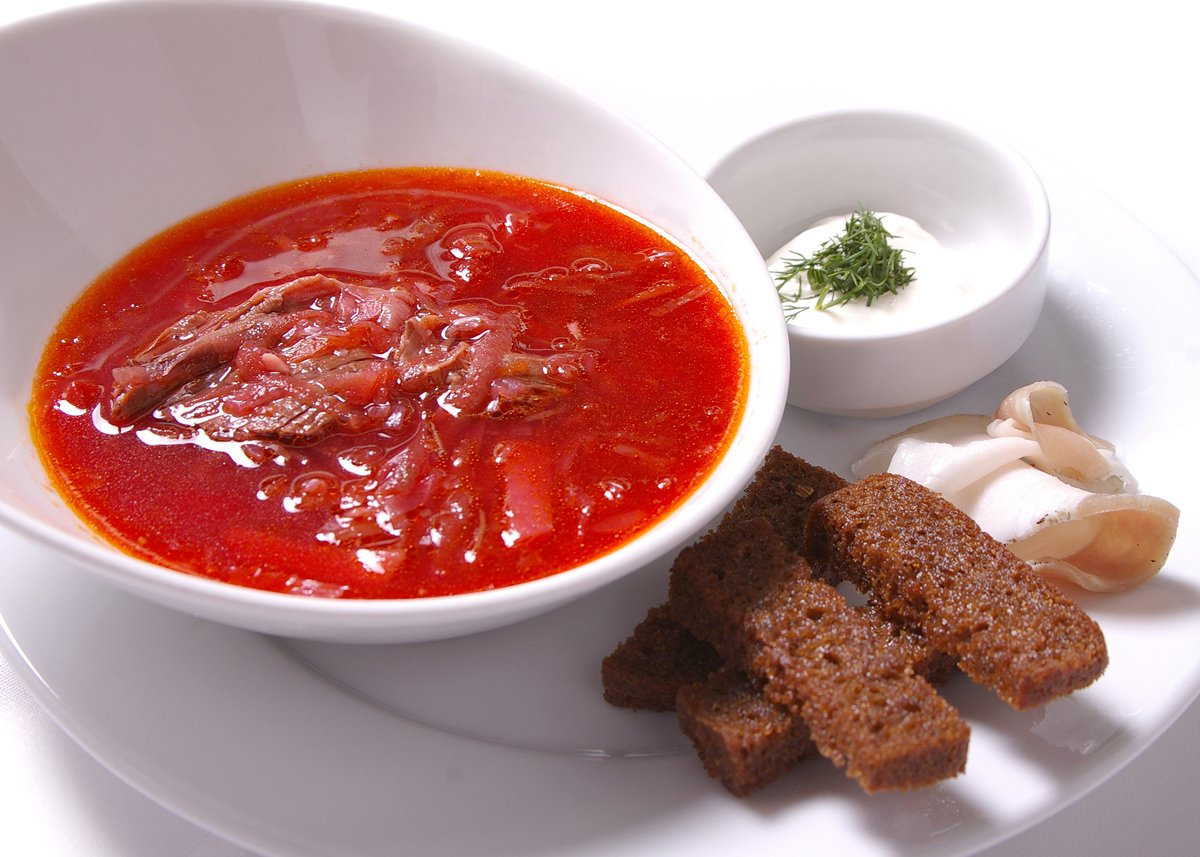
Борщ український

Борщ, вареники, пельмені, голубці, налисники, деруни, сало, пампушки, картопляники, плов, пироги, сирники, холодець, крученики, вінігрет, зрази, пиріжки, різноманітні каші займають тут центральне місце. 
Також у Маяках поширені наступні страви:

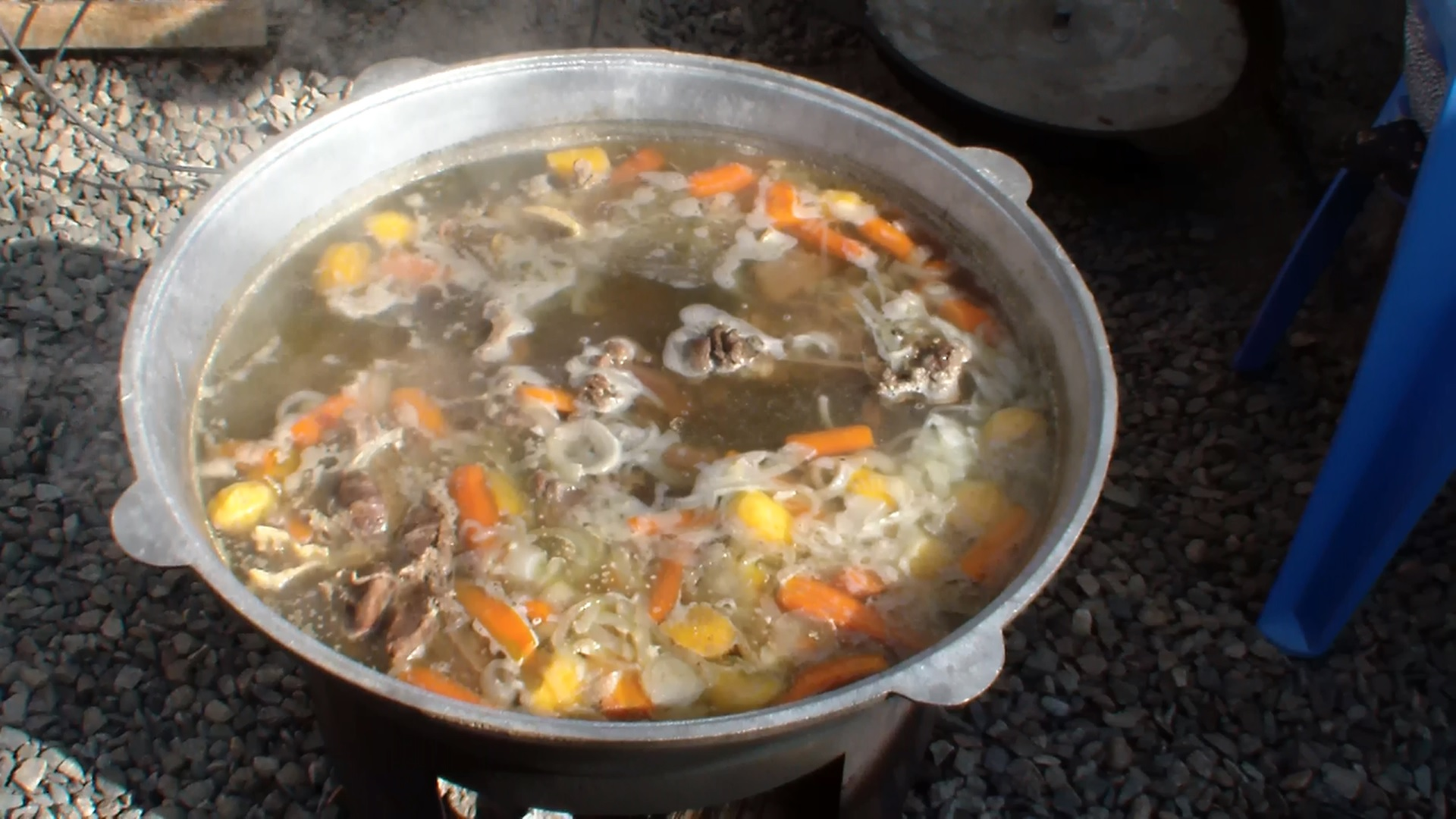
Шурпа у казані

- Шурпа — традиційний суп в багатьох країнах Центральної Азії, Близького Сходу, Балкан. Перекладається з арабської як «соус» Як правило, юшка з грубо нарізаними шматками м'яса, картоплі та моркви. М'ясний суп, з прозорою або напівпрозорою юшкою. У Маяках її готують в казані на багатті, спочатку обсмажують м'ясо (суміш різних видів м'яса: часто це дичина, птиця, свинина чи кабанятина, баранина, телятина), потім овочі (крупно нарізані: цибулю, моркву, картоплю, часник), заливають водою і варять до готовності, додають зелень, спеції, сіль та томати. Після шурпа ще трохи насичуються ароматами багаття завдяки чому набуває неповторний смак. Страва є особливо популярною серед місцевих мисливців та рибалок.

- Зелений борщ — традиційна українська страва; різновид борщу до складу якого найчастіше входять щавель і яйця;
- Гречаний суп — суп, зварений на овочевому, кістковому, м'ясному бульйоні: яловичині, свинині, курятині з використанням гречаних круп;
- Окрошка;
- Лечо;
- Долма (кримсько-тат. dolma) або Толма — страва, що являє собою начинені овочі або листя (як правило, виноградне). Начинка зазвичай готується на основі рису, може також містити відварений м'ясний фарш (переважно з баранини), але може бути і вегетаріанською;
- Манти — традиційна м'ясна страва народів Центральної Азії, Туреччини, Монголії, Кореї, Татарстану, Башкортостану, Криму;
- Шпикачки, домашня ковбаса та кров'янка;
- Шашлики;
- Мітітєї — традиційна страва молдавської та румунської кухні. Мітітеї на вигляд нагадують маленькі ковбаски без оболонки. Готують з яловичого та баранячого м'яса з додаванням бульйону, часнику, чорного перцю, чебрецю, солі. Жаряться на гратарі. Подаються до столу добре підрум'яненими і дуже гарячими;
- Сметана, Кисломолочний сир, Бринза з коровячого молока;

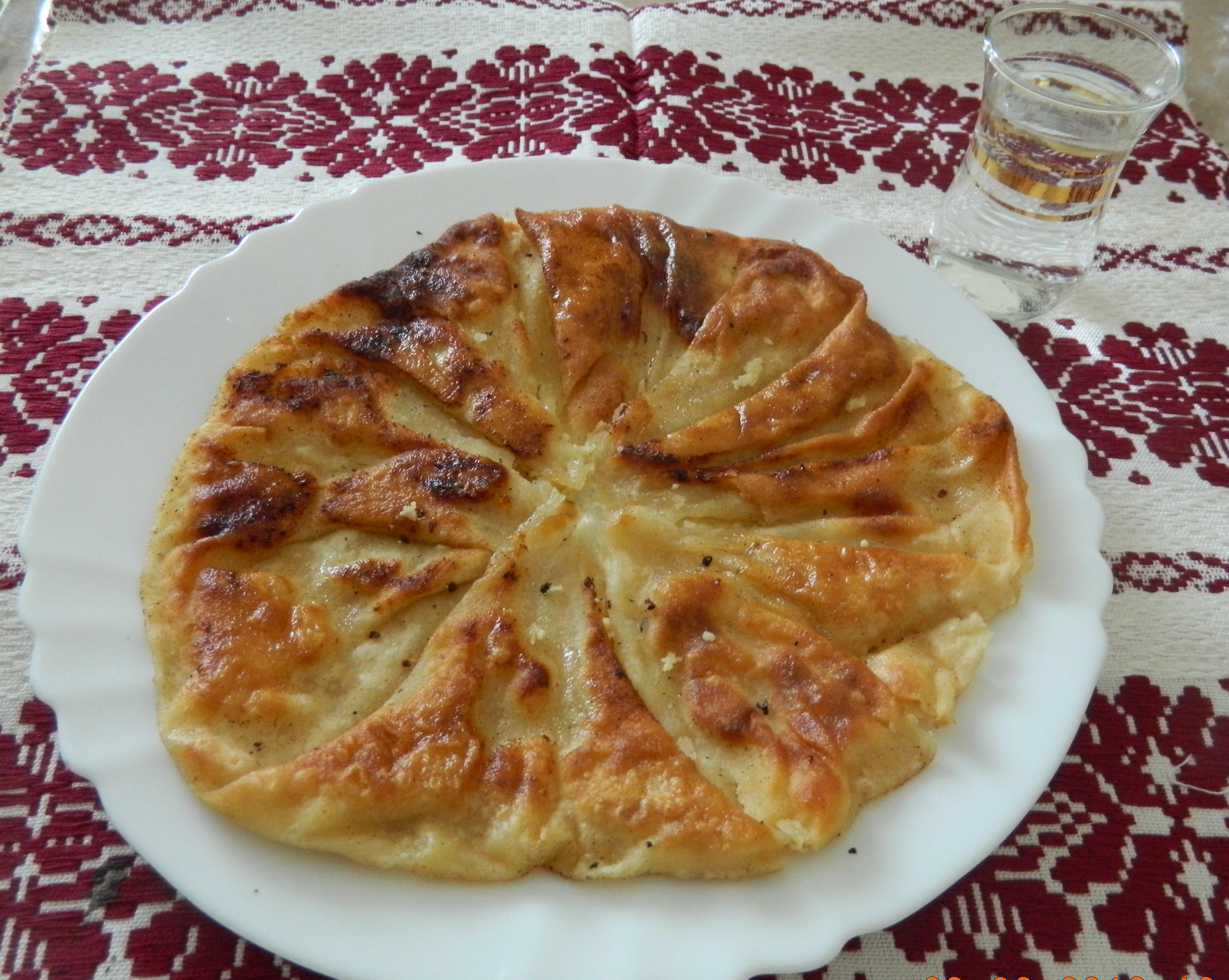
Плачинда (Плацинда)

- Плачинда (Плацинда)Плачинди (для маячан більш притамання назва — плацинди) в українських селах Молдови, та лівобережжя Дністра — виріб із листкового тіста(переважно прісного), що має плескату форму, з начинкою із сиру, гарбуза тощо, або без неї; різновид пирога. Одна з багатьох національних страв Румунії, Молдови та південної України.
- Мамалиґа зі шкварками — круто заварена каша з кукурудзяного борошна, страва популярна в країнах Південно-Східної Європи. Національна страва молдован та румунів. Є традиційною стравою кухні у гуцулів(під назвою куле́ша). Популярна також у кавказьких народів.
- Вертути — традиційний кулінарний виріб в Україні — печиво з коржа, змазаного начинкою і скрученого трубочкою, також рулет, пиріг із витяжного тіста. На Різдво — печиво з яблуками. В молдовській кухні — рулет з витяжного тіста. У Маяках вертути готують та передають рецепти страви із покоління в покоління. Начинка для вертути може бути як солодкою, так і солоною, а найчастіше для неї використовують сир, м'ясо, бринзу, яблука та гарбуз. А в сусідньму селі Біляївка страва є настільки важливою, що тут навіть проходить гастрономічний фестиваль Дністровська вертута. Кілька років тому на ньому поставили рекорд — спекли найбільшу вертуту України вагою 50 кг і діаметром 2 м. Не забули про коронну страву і під час повномасштабної війни — у вересні 2022-го мешканці Біляївки спеціально приготували й відправили на фронт 150 вертут з побажаннями перемоги;
- Фарширований перець — страва української, болгарської, молдовської та румунської, грузинської, а також азербайджанської кухні (азерб. istiot dolması). Готується з очищеного від насіння солодкого перцю, який наповнюється м'ясним фаршем (зазвичай яловичим, а в азербайджанській кухні — баранячим), рисом і тертими помідорами. Фаршировані перці варяться вертикально в каструлі з водою. До столу подаються зі сметаною;
- Галушки;
- Штрудлі (по-плахтієвськи)— одна з традиційних страв німецької кухні, що є рулетиками з тіста, приготовані з м'ясом і картоплею. Рецепт свого часу привезли на ці землі німецькі колоністи, які у XVIII столітті почали активно заселяти регіон. З часом основна рецептура зазнала невеличких змін, однак через це вона не стала гіршою, навпаки – ще смачнішою. Більш того, готувати штрудлі на постійній основі почали не лише колоністи, а й місцеві мешканці, яким прийшлося до смаку нове.
- Запечений перець з часником;
- Голубці «з мізинчик»
- Оладки або деруни з кабачків;
- Цибуляники;
- Фаршировані бублики;
- Кабачкова ікра;
- Ікра з синіх (баклажанів). Ікру із синіх можна тільки рубати. Не терти на тертці, не молоти на м’ясорубці, не подрібнювати блендером. Саме рубати! Обовязково у Маяках її готують з перцями. Бажано овочі пекти на вуглях, так страва набуде характерного смаку диму. Склаждники закуски: баклажани, помідори, перець солодкий, цибуля ріпчаста, часник, зелень петрушки, соняшникова олія, перець молотий та сіль. Баклажан — популярний овоч в місцевій кухні належить до спеціалітетів Одеської області. Про маякськи «сині» є легенди: "Як місцеві фермери навчили пітерців готувати ікру з баклажанів. У кінці XX століття, щоб вигідніше продати товар фермери з півдня, часто, їдили на ринки Москви чи Санкт-Петербурга. Так відчайдушні маячани відправилися продавати сині до Пітера, в цьому місті про південний овоч мало хто чув, та й не знали як його готувати. Тоді винахідливі селяни до кожної партії проданих баклажанів додавали записку з рецептом тієї самої "ікри заморської" — баклажаної, що одесити називають ікрою з синіх. Після такого вдалого базару ця історія закарбувалась у пам'яті маячан та стала обов'зковою до переказу за кожним застіллям".

## Десерти
- Налиснички «пальчики» з сиру;
- Вареники з вишнями;
- Ліниві вареники;
- Чорнослив з волоськими горіхами;
- Хрустіки (Хмиз);
- Шарлотка;
- Плацинда з гарбузом;
- Вертута з яблуком;
- Курага;
- Сушені яблука;
- Пиріжки з вишнями або полуницями;
- Рогалики з вареням гути;
- Маківник та багато інших.

## Напої
Що стосується напоїв, то культура домашньго винярства у маяках налічує вже кілька століть технологія вина передається з покоління до покоління, а під час збору врожаю збираються усі рідні та близьки та допомагають. Виноробство в Одеській області станом на 2018 рік охоплює 26,29 тис. га – 60,44 % від загальної площі виноградників України. Область розташована в кліматично сприятливій зоні північно-західного Причорномор'я, від гирла річки Дунай до Тилігульського лиману, і є найбільшою виноробною областю України.
До початку грецької колонізації Причорномор'я місцеві мешканці регіону вже підтримували виноробство. Проте, широке розповсюдження ремесла, почалось з грецької колонізації у давні часи. Цей район перебував під впливом греків до середини II століття до н. е.
Після захоплення Очакова 1788 року князь Потьомкін надає у користування колоністам та українцям виноградники в Слободзеї, Яссах, Маяках, Біляївці й Аджидері. Загалом, сучасна територія Одеської області охоплювала повністю або частково Ананьївський, Одеський, Ізмаїльський, Аккерманський, Балтський повіти.
У XIX столітті на Одещині осіла велика кількість представників різних національностей, які сприяли поширенню виноробства в регіоні.
Одеська область має потужні можливості розвитку як винного, так і кулінарного туризму. На сучасному проміжку, спостерігається переважно розвиток винного туризму в області.
Ще тут виготовляють унікальну наливку із зеленого волоського горіху. 
Рецепт наливки з волоських горіхів Інгредієнти Зелені волоські горіхи - 5 шт. Цукор - 100-300 г (за смаком) Горілка - 1 л.
Метод приготування Зелені незрілі волоські горіхи дрібно нарізати разом із зовнішньою оболонкою, всипати в скляний бутель, залити горілкою, закрити і залишити на 3-4 тижні. Після закінчення терміну горілку (вона стане темно-коричневою) злити в інший посуд, а горіхи засипати цукром і залишити так ще на 2 тижні, поки не розчиниться цукор. Горіховий сироп, що утворився, злити в посуд із раніше злитим настоєм, перемішати і залишити для освітлення на 1 тиждень. Освітлену наливку перелити в пляшки.
Також пошірені вишнівка та різні фркутово-ягідні наливки. Різноманітні компоти, узвар та квас займають неаби яке місце у кулінарній культурі маячан.

## Обрядові страви
- Кутя — відварені у воді зерна пшениці чи ячменю з медом. Традиційна ритуальна страва слов'янського новорічно-різдвяного циклу. Готується тричі: на Святий Вечір — Багата кутя, на Щедрий вечір — Щедра кутя й у Водохрещенський вечір — Голодна кутя. Четвертий різновид — Чорну кутю готують на мертвинах або поминках і розводять з коливом, вона призначена для покійників. Сукупність обрядодійств, пов'язаних із кутею, засвідчує зв'язок із родиною й предками, які опікуються врожаєм;
- Калач — Білий обрядовий хліб особливої форми, випечений із крученого й переплетеного тіста. Для Маяків притаманний здобний калач, такий готують на Півдні України (в інших регіонах готують на прісному тісті). Цей обрядовий хліб готують до Святого вечора. У Маяках шанують традицію носіння вечері — напередодні Різдва, увечері, діти носять вечерю своїм хрещеним батькам, а натомість отримують подарунки і гостинці. Після цього вони вдома разом із рідними сідають за святковий стіл і після появи на небі першої зірки в Різдвяний Святвечір починають трапезу. Калач з рушником є центральними компонентами в торбинці з вечерею для хрещених батьків.
- Коровай — Приготування, або ж бгання короваю, це важливий весільний обряд. Вважалося, що коровай уособлює майбутнє життя молодих і якщо він буде гарним та вишуканим, то й у сімейному житті все буде добре. Смак хліба збагачувався лимонною цедрою, ванільним цукром, цукатами, родзинками, горіхами тощо. Готовий коровай переміщують на тацю, покривають згори трохи вершковим маслом.
- Узвар — солодкий відвар, компот із сушених фруктів і ягід. Страва української національної кухні, що готувалась напередодні церковних свят — Різдва і Хрещення — як обрядова страва.
- Сирна запіканка або сирна паска – обов'язкова страва на Великдень. За традицією готують її з сиру, яєць, борошна, цукру та родзинок. У Маяках здебільшого таку паску запікають.

- Паска — обрядовий здобний великодній хліб. Первісно — пшенична несолодка хлібина, прикрашена вгорі фігурками з тіста. За сучасності — високий циліндричний солодкий хліб, вкритий вгорі солодкою поливкою та посипкою.

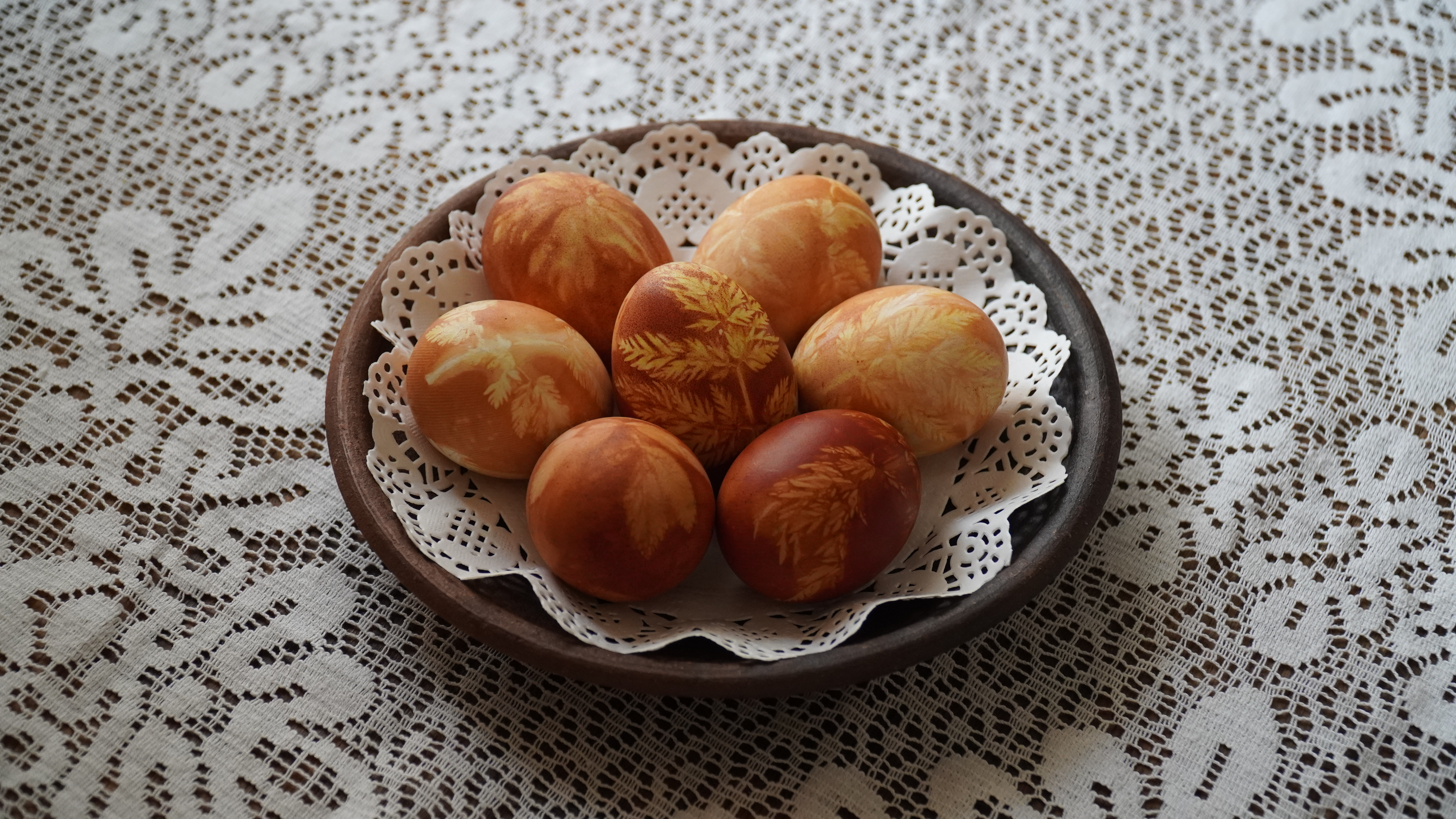
Крашанки з рослинним орнаментом

- Писанки та крашанки (Великоднє яйце) — невід'ємний атрибут святкування Великодня або приходу весни. У великодневому кошику маячан можна побачити писанки (також крапанки і дряпанки) — український різновид великодніх яєць; яйце, декороване традиційними символами, які пишуться за допомогою воску й барвників. Найчастіше зустрічаються крашанки їх готують за традиційною технологією, для отримання крашанок яйця варять у лушпинні цибулі. Виготовлені таким способом крашанки мають жовто-коричневий колір різної інтенсивності. Іноді до яєць прив'язують листочки петрушки, які залишають на шкаралупі світлі відбитки. Найчастіше крашанки фарбують у червоний колір, символ кохання і вічного життя. У XX сторіччі почали також фарбувати крашанки різноманітними харчовими барвниками промислового виробництва.

## Городина та садовина
Овочі та фрукти займають особливе місце завдяки родючим чорноземам та унікальному мікроклімату, через який у цьому регіоні виступає понад 300 сонячних днів, що забезпечує якісний хімичний склад їх та в свою чергу неповторний смак. Серед багатьох культур слід виділити: виноград, черешні, абрикоси, кавуни, баклажани, помідори, перці та огірки.

## Цікаві факти
З розповідей очевидців під час Голодомору 1932—1933 років, що на вулицях села не було видно жодної тварини, в річці майже не було риби і тільки можна було упіймати маленьких йоржиків, з цієї маленької рибки варили юшку або смажили, завдяки чому селяни пережили цей трагічний період.

## Дивись також
- Маяки

- Перелік населених пунктів, що постраждали від Голодомору 1932—1933 (Одеська область)
- Нижньодністровський національний природний парк
- Маяки (спостережна станція)
- Одеса
- Степовий говір
- Північне Причорномор'я
- Бессарабія
- Маяківська сільська рада (Одеський район)
- Маяки-Удобне